# Aleksandr Tsilyurik
Aleksandr Tsilyurik (en ruso: Александр Владимирович Цилюрик; Kremenchuk, RSS de Ucrania; 1 de marzo de 1965 – Yoshkar-Ola, Rusia; 23 de julio de 2023) fue un futbolista y entrenador de fútbol ruso que jugó en las posiciones de delantero centro y centrocampista.

## Carrera

### Jugador
| Periodo   | Club                         |
| --------- | ---------------------------- |
| 1982      | SKA Odesa                    |
| 1982-1983 | FC Mayak Járkov              |
| 1985      | FC Okean Kerch               |
| 1987      | SKA Odesa                    |
| 1988      | FC Druzhba Yoshkar-Ola       |
| 1988      | FC Kuban Krasnodar           |
| 1989      | FC Druzhba Yoshkar-Ola       |
| 1990      | FC Lokomotiv Nizhny Novgorod |
| 1991      | FC Uralmash Yekaterinburg    |
| 1992      | FC Lokomotiv Nizhny Novgorod |
| 1992      | FC Baltika Kaliningrad       |
| 1993      | FC Druzhba Yoshkar-Ola       |
| 1994–1996 | FC Krylia Sovetov Samara     |
| 1997      | FC Diana Volzhsk             |
| 1998      | FC Avangard Zelenodolsk      |
| 1999      | FC Svetotekhnika Saransk     |
| 1999      | FC Spartak-Telekom Shuya     |
| 2000      | FC Spartak Yoshkar-Ola       |
| 2000–2001 | FC Spartak-Telekom Shuya     |
| 2001      | FC Spartak Yoshkar-Ola       |

### Entrenador
Fue entrenador y jugador del FC Diana Volzhsk a inicios de 1998.